# Василевский сельский совет (Лебединский район)
Василевский сельский совет (укр. Василівська сільська рада) — входит в состав
Лебединского района
Сумской области
Украины.
Административный центр сельского совета находится в 
с. Василевка
.

## Населённые пункты совета
- с. Василевка
- пос. Мирное
- с. Новосельское
- с. Померки

## Ликвидированные населённые пункты совета
- с. Савониха